# Bajzik János
Bajzik János (1760 – Kalocsa, 1839. június 25.) kalocsai prépost, kanonok.

## Élete
A pesti egyetemen 1806-ban avatták fel bölcselet- és hittudorrá; előbb a központi papnevelőben tanulmányi felügyelő, majd kalocsai kanonok, 1833. július 25-étől prépost és a püspöki líceum aligazgatója volt (1810–1839).

## Munkái
- Compendium corporis juris canonici. Pestini, 1836
- Supplementum ad compendium corporis juris canonici. Uo. 1837